# Brigitte Dreyer
Brigitte Dreyer (* 20. Juli 1946 in Bremen) ist eine deutsche Politikerin (CDU) und war von 1995 bis 2003 Mitglied der Bremischen Bürgerschaft.

## Biografie

### Ausbildung und Beruf
Dreyer besuchte die Volksschule und wurde über den zweiten Bildungsweg kaufmännische Ausbildung im Import. Sie war danach Sachbearbeiterin in der Sozialverwaltung sowie analytische Sozialtherapeutin und Referentin für politische Weiterbildung. Jenen Beruf musste Dreyer nach dem Einzug in die Bürgerschaft niederlegen.

### Politik
Dreyer ist seit 1994 Mitglied der CDU. Sie ist Mitglied im Landes- und Kreisvorstand der Christlich-demokratischen Arbeitnehmerschaft in der CDU sowie im geschäftsführenden Vorstand der Bremen-Stadtmitte. Von 1995 bis 2003 gehörte sie der Bremischen Bürgerschaft an.